# واسیله موگوش
واسیله موگوش (رومانیایی: Vasile Mogoș؛ زادهٔ ۳۱ اکتبر ۱۹۹۲) بازیکن فوتبال اهل رومانی است.
از باشگاه‌هایی که در آن بازی کرده است می‌توان به باشگاه فوتبال رجانا، باشگاه فوتبال کرمونزه، باشگاه فوتبال آسکولی، باشگاه فوتبال آ. ث. لومتزانه، باشگاه فوتبال کیه‌وو ورونا، باشگاه فوتبال سی‌اف‌آر کلوژ، و باشگاه فوتبال کروتونه اشاره کرد.
وی همچنین در تیم ملی فوتبال رومانی بازی کرده است.